# باب ساپ
باب ساپ (انگلیسی: Bob Sapp؛ زادهٔ ۲۲ سپتامبر ۱۹۷۳) هنرپیشه و کشتی‌گیر کشتی حرفه‌ای اهل ایالات متحده آمریکا است.
از فیلم‌ها یا برنامه‌های تلویزیونی که وی در آن نقش داشته‌است، می‌توان به الکترا، خون و استخوان، استن بزرگ، کونان بربر، طولانی‌ترین فاصله و ایزو اشاره کرد.

## زندگی شخصی
دسامبر سال 2017 ، در روزنامه ژاپنی شوکان بانشون گزارش شد که زنی که ادعا می کند دوست ساپ است ، او را به خشونت خانگی متهم کرده. او عکس هایی از زخم های ادعایی را تهیه کرد و گفت چگونه شش سال توسط ساپ مورد سوء استفاده قرار گرفته است.
اگرچه این مقاله حاوی پیام عذرخواهی است که ظاهراً توسط وی ارسال شده است ، اما ساپ اظهارات عمومی درباره این اتهام ارائه نداد.